# سوپریور اوییشن
سوپریور اوییشن (به انگلیسی: Superior Aviation) یک شرکت هواپیمایی با کد یاتا SO است که در ۱۹۷۹ میلادی تأسیس شده‌است. دفتر مرکزی سوپریور اوییشن در لنسینگ، میشیگان، میشیگان، ایالات متحده آمریکا واقع شده‌است.